# Otto Schulte
Otto Schulte (* 25. Januar 1977 in Essen, Nordrhein-Westfalen) ist ein deutscher Moderator. Bekannt wurde er durch seine Auftritte in der auf RTL II laufenden Sendung Der Trödeltrupp.

## Karriere
Schulte ist in Essen geboren, wo er auch aufwuchs. Nach der Lehre zum Altenpfleger arbeitete er in diesem Beruf sieben Jahre lang in Essen, ehe er sich als Haushaltsauflöser selbständig machte.
Schulte war Inhaber von Ottos Stöberlädchen in Essen. Dort verkaufte er bei Haushaltsauflösungen anfallenden Trödel. Seit 2009 ist er in der Doku-Soap Der Trödeltrupp – Das Geld liegt im Keller zu sehen. Gemeinsam mit dem Der Trödeltrupp-Kollegen Sükrü Pehlivan betrieb er seit Oktober 2010 ein Unternehmen in Essen, das mit Gold handelt. Aktuell betreibt er das Goldgeschäft alleine.

## Filmografie
- seit 2009: Der Trödeltrupp
- 2009: Der Promi-Trödeltrupp (Fernsehserie, vier Episoden)